# Сванская башня

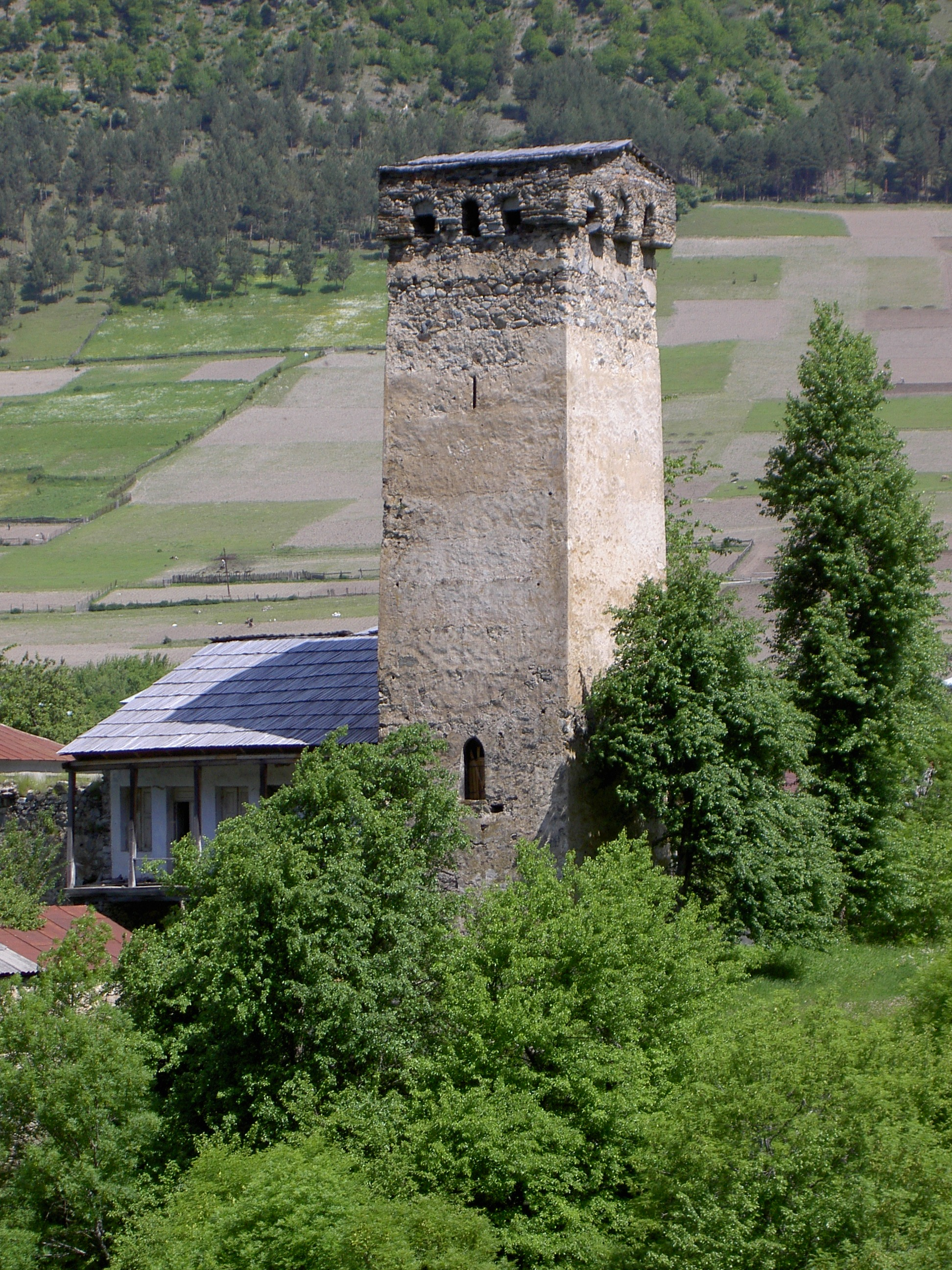
Сванская башня в Местии

Сванская башня (груз. სვანური კოშკი, сванури кошки) — крепостное оборонное сооружение в форме четырёхгранной башни, типичное для Сванетии, исторической горной области на северо-западе Грузии. Построенные в VIII—XVIII веках, эти родовые сооружения использовались одновременно как жильё, как аварийный выход из жилища в случае схода снежной лавины и как сторожевые посты для защиты от частых вторжений.

## Конструкция

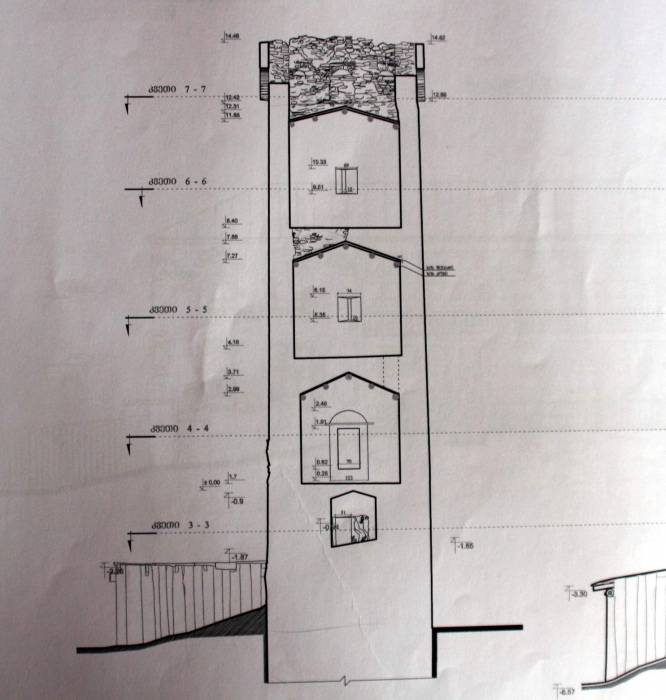
Устройство башни

Башня, обычно пристроенная к жилому дому семейства сванов с одной стороны, имеет от трёх до пяти, реже шести этажей, разделённых деревянными или каменными перекрытиями. Первый этаж — без окон и бойниц — жилой. Здесь во время осады располагалась не только семья, но и домашний скот — за деревянными перегородками по периметру квадратной залы. По центру залы располагался открытый очаг с навесной тонкой каменной плитой, которая защищала потолок от прогорания. На уровне этажом выше располагался вход в башню, куда вела деревянная лестница. Также на этом этаже часто размещался склад корма для скота и инструментов. Этажи соединялись между собой деревянными лестницами, приставленными к достаточно тесному лазу. Люки в перекрытиях, во избежание сквозного проникновения осаждающих, располагаются в противоположных углах башни. Сверху башня перекрывалась двускатной деревянной крышей. Каждый этаж имеет узкие бойницы для стрельбы и естественной вентиляции. Толщина стен башни, а также периметр каждого из перекрытий с каждым этажом уменьшаются, придавая сванской башне сужающуюся к верху трапециевидную форму. Бойницы по последнем этаже крупнее и шире, и, в отличие от бойниц на нижних этажах, имеют арочную форму. На крыше — деревянный лаз.
Сейчас многие башни закрыты и используются как складские помещения. Некоторые — открыты для посетителей за небольшую плату.

## Интересные факты
Благодаря уникальному сочетанию высокогорного пейзажа и деревень, сберегших свой средневековый облик, село Чажаши сванской общины Ушгули в Местийском районе Верхней Сванетии с 1996 года находится под охраной ЮНЕСКО. Здесь сохранились более 200 сванских башен, сванских домов-крепостей и средневековых церквей.

## Галерея

Башни в Сванетии
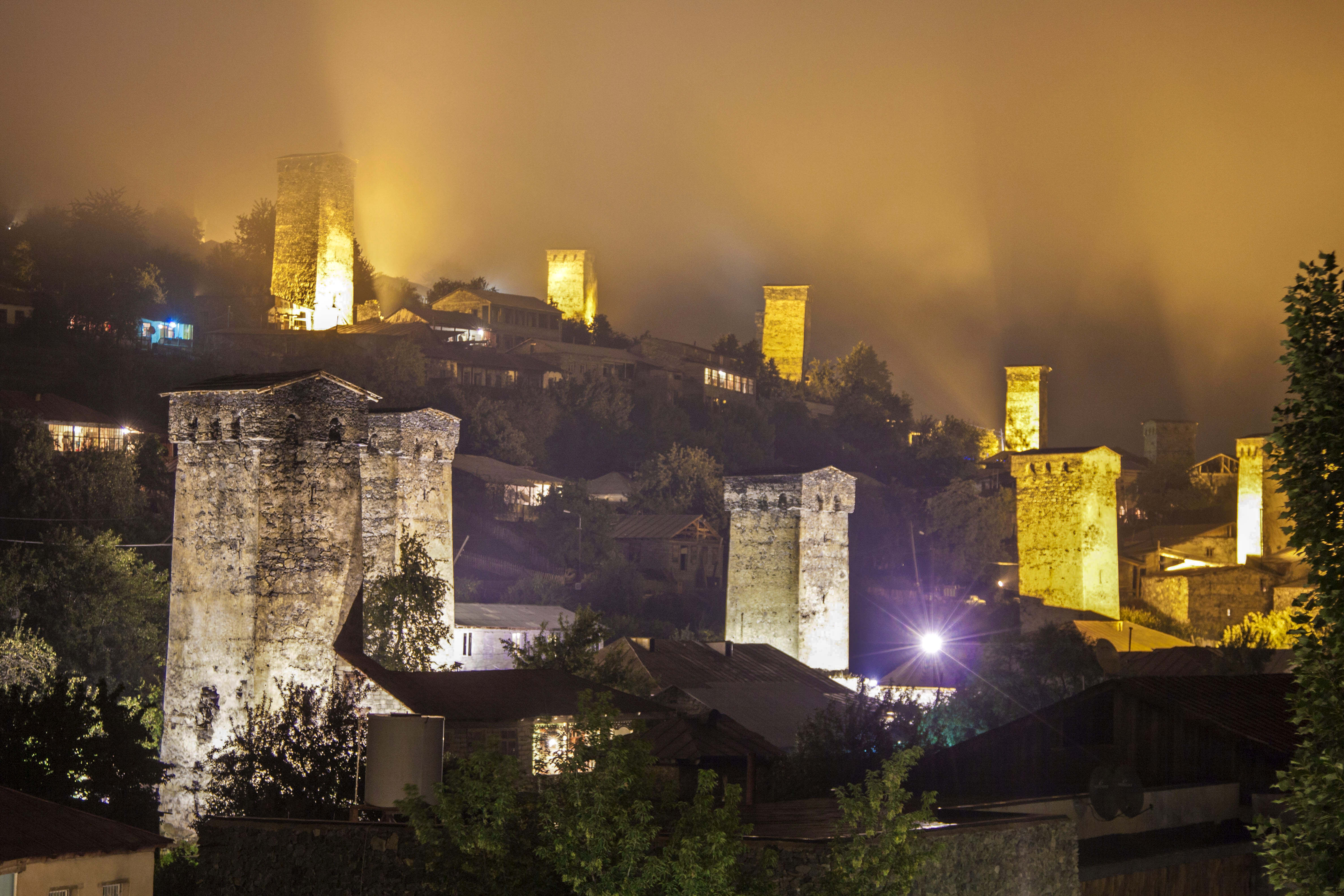
Ночная Местиа, 2012
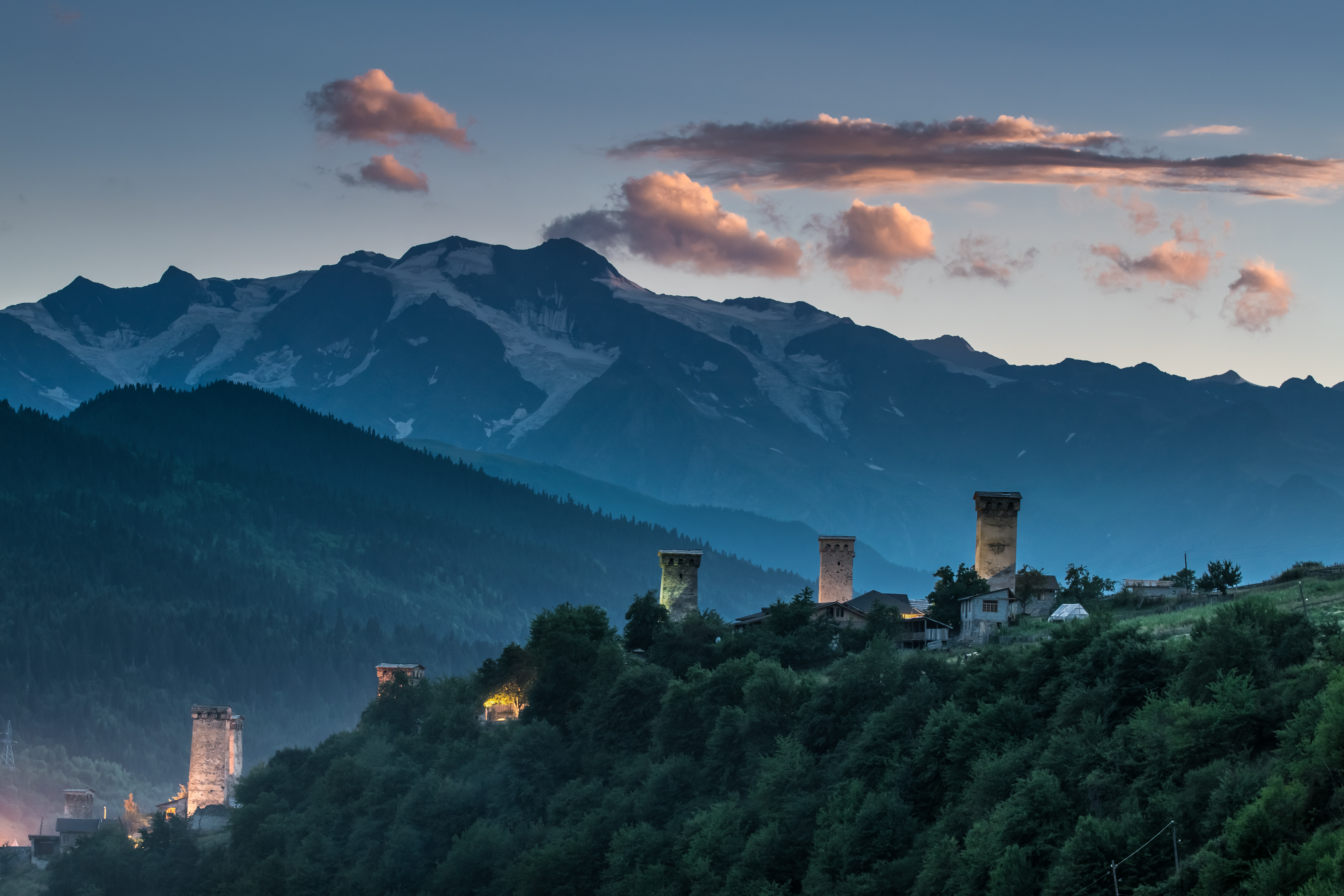
Вечерняя Местиа
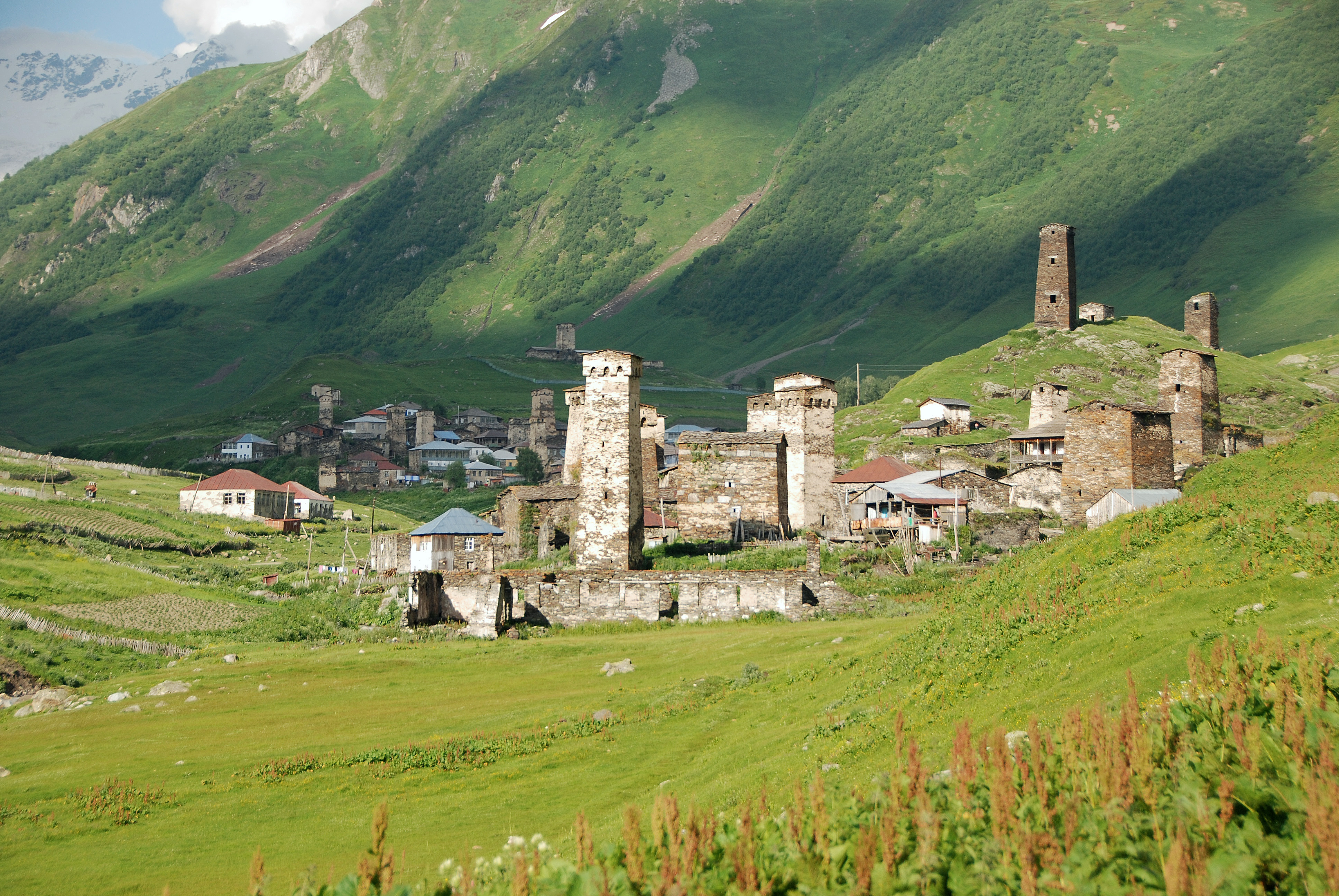
Сванские башни в Ушгули
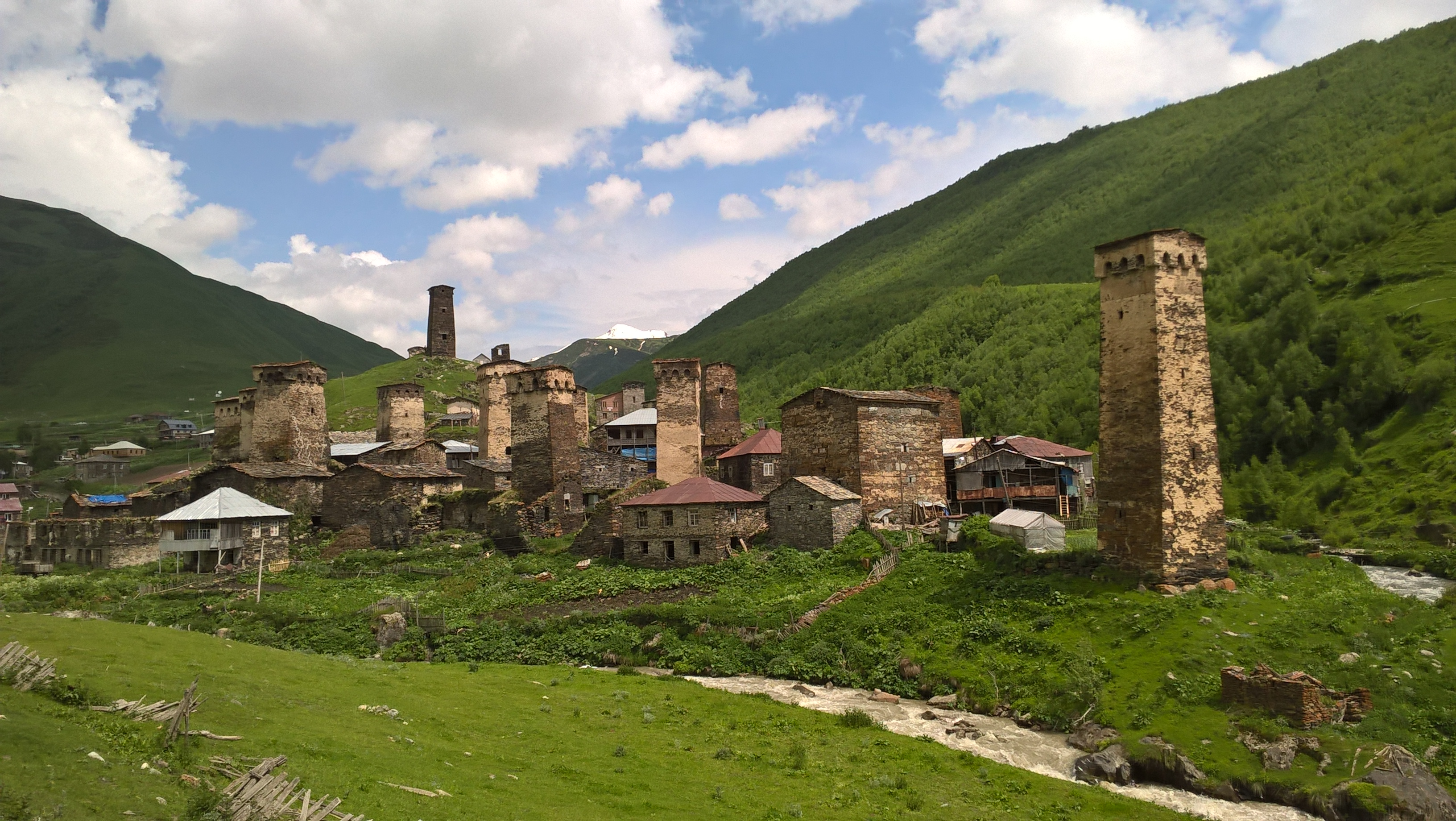
Среди башен в Чажаши встречаются сванские дома-крепости[груз.]